# U-25 (1936)
| U-25                       | U-25                                                    | U-25                                                    |
| -------------------------- | ------------------------------------------------------- | ------------------------------------------------------- |
|                            |                                                         |                                                         |
|                            |                                                         |                                                         |
|                            |                                                         |                                                         |
| Під прапором               | Третій рейх                                             | Третій рейх                                             |
| Спуск на воду              | 14 лютого 1936 року                                     | 14 лютого 1936 року                                     |
| Виведений зі складу флоту  | близько 1 серпня 1940 року                              | близько 1 серпня 1940 року                              |
| Сучасний статус            | затоплений                                              | затоплений                                              |
| Проєкт                     |                                                         |                                                         |
| Тип ПЧ                     | Торпедний ДПЧ                                           | Торпедний ДПЧ                                           |
| Основні характеристики     |                                                         |                                                         |
| Швидкість (надводна)       | 17,75—18,6 вузла                                        | 17,75—18,6 вузла                                        |
| Швидкість (підводна)       | 8,3 вузла                                               | 8,3 вузла                                               |
| Гранична глибина занурення | 200 м                                                   | 200 м                                                   |
| Екіпаж                     | 49 осіб                                                 | 49 осіб                                                 |
| Розміри                    |                                                         |                                                         |
| Довжина найбільша (по КВЛ) | 72,39 м                                                 | 72,39 м                                                 |
| Ширина корпусу найб.       | 6,21 м                                                  | 6,21 м                                                  |
| Висота                     | 9,20 м                                                  | 9,20 м                                                  |
| Середня осадка (по КВЛ)    | 4,30 м                                                  | 4,30 м                                                  |
| Водотоннажність надводна   | 862 т                                                   | 862 т                                                   |
| Озброєння                  |                                                         |                                                         |
| Артилерія                  | одна палубна гармата калібру 105-мм, одна 20-мм гармата | одна палубна гармата калібру 105-мм, одна 20-мм гармата |
| Торпедно- мінне озброєння  | 4 носових і два кормових ТА. 14 торпед або 42 міни      | 4 носових і два кормових ТА. 14 торпед або 42 міни      |

U-25 — великий океанічний німецький підводний човен типу I часів Другої світової війни.
Замовлення на будівництво човна було віддане 17 грудня 1934 року. Човен заклали на верфі суднобудівної компанії DeSchiMAG, AG Weser у Бремені 28 червня 1935 року під будівельним номером 903. Спущений на воду 14 лютого 1936 року, 6 квітня 1936 року увійшов до складу навчальної флотилії «Зальцведель». Човен здійснив п'ять бойових походів, у яких потопив 8 суден (50 255 брт).
1 серпня 1940 року U-25 виходив у похід з Вільгельмсгафена. Північніше Терсхеллінгу 54°14′ пн. ш. 3°07′ сх. д. / 54.233° пн. ш. 3.117° сх. д. він наткнувся на морську міну та потонув з екіпажем 49 осіб.

## Командири
- Корветтен-капітан Ебергард Годт (6 квітня 1936 — 3 січня 1938)
- Капітан-лейтенант Вернер фон Шмідт (3 січня — 12 грудня 1938)
- Капітан-лейтенант Отто Шугарт (10 грудня 1938 — 3 квітня 1939)
- Оберлейтенант-цур-зее Георг-Гайнц Міхель (4 квітня — 4 вересня 1939)
- Корветтен-капітан Віктор Шютце (5 вересня 1939 — 19 травня 1940)
- Капітан-лейтенант Гайнц Бедун (20 травня 1940 — 1 серпня 1940)

## Потоплені та пошкоджені кораблі
| Назва          | Тип                | Належність      | Дата           | Тоннаж (БРТ) | Вантаж             | Статус     | Місце                                                       |
| Baoulé         | вантажне судно     | Франція         | 31 жовтня 1939 | 5 874        | генеральний вантаж | потоплено  | 43°48′ пн. ш. 9°08′ зх. д. / 43.800° пн. ш. 9.133° зх. д.   |
| Enid           | вантажне судно     | Норвегія        | 17 січня 1940  | 1 140        | целюлоза           | потоплено  | 60°58′ пн. ш. 0°53′ зх. д. / 60.967° пн. ш. 0.883° зх. д.   |
| Polzella       | вантажне судно     | Велика Британія | 17 січня 1940  | 4 751        | залізна руда       | потоплено  | 60°58′ пн. ш. 0°53′ зх. д. / 60.967° пн. ш. 0.883° зх. д.   |
| Pajala         | вантажне судно     | Швеція          | 18 січня 1940  | 6 873        | зерно              | потоплено  | 59°05′ пн. ш. 5°56′ зх. д. / 59.083° пн. ш. 5.933° зх. д.   |
| Songa          | вантажне судно     | Норвегія        | 22 січня 1940  | 2 589        | генеральний вантаж | потоплено  | 49°43′ пн. ш. 12°49′ зх. д. / 49.717° пн. ш. 12.817° зх. д. |
| Armanistan     | вантажне судно     | Велика Британія | 3 лютого 1940  | 6 805        | генеральний вантаж | потоплено  | 38°15′ пн. ш. 11°15′ зх. д. / 38.250° пн. ш. 11.250° зх. д. |
| Chastine Mærsk | вантажне судно     | Данія           | 13 лютого 1940 | 5 177        | фосфатні добрива   | потоплено  | 61°30′ пн. ш. 2°00′ сх. д. / 61.500° пн. ш. 2.000° сх. д.   |
| «Скотстоун»    | допоміжний крейсер | Велика Британія | 13 червня 1940 | 17 046       |                    | потоплено  | 57°00′ пн. ш. 9°57′ зх. д. / 57.000° пн. ш. 9.950° зх. д.   |
| Brumaire       | танкер             | Франція         | 19 червня 1940 | 7 638        |                    | пошкоджено | 48°02′ пн. ш. 8°26′ зх. д. / 48.033° пн. ш. 8.433° зх. д.   |